# Dhaka Zoo
Ogród Zoologiczny w Dhace jest usytuowany w dzielnicy Mirpur w Dhace, stolicy Bangladeszu. Ogród zoologiczny w Dhace został założony w 1974 roku. W zoo znajduje się wiele rodzimych i obcych zwierząt.